# Кругликово (посёлок, Хабаровский край)
Кру́гликово — посёлок при станции в районе имени Лазо Хабаровского края России. Входит в Кругликовское сельское поселение.

## География
Посёлок Кругликово расположен вблизи железной дороги Хабаровск — Владивосток. Кругликово — спутник административного центра Кругликовского сельского поселения села Кругликово. Расстояние до районного центра пос. Переяславка (через Владимировку) около 20 км.

## История
Станция Кругликово была названа в 1900 году в честь Николая Сергеевича Кругликова (16.11.1861-28.10.1920), инженера путей сообщения, помощника начальника работ по постройке южно- и северно- уссурийских железных дорог (1885—1898), вице-директора правления Китайско-Восточной железной дороги (1908—1918).

## Население
| 2002 | 2010 | 2011 | 2012 | 2021 |
| ---- | ---- | ---- | ---- | ---- |
| 322  | ↘76  | →76  | ↗79  | ↘56  |

## Инфраструктура
- В посёлке находится станция Кругликово Дальневосточной железной дороги.
- На станции Кругликово начиналась ведомственная Оборская железная дорога.